# Terry Jolley
Terence Arthur Jolley (sinh ngày 13 tháng 4 năm 1959) là một cầu thủ bóng đá người Anh hoạt động vào thập niên 1970. Ông có 14 lần ra sân ở Football League cho Gillingham.